# Петі-Ко
Петі-Ко (фр. Petit-Caux) — муніципалітет у Франції, у регіоні Нормандія, департамент Приморська Сена. Петі-Ко утворено 1 січня 2016 року шляхом злиття муніципалітетів Ассіньї, Окменій, Бельвіль-сюр-Мер, Берневаль-ле-Гран, Бівіль-сюр-Мер, Бракмон, Бренвіль, Дершиньї, Глікур, Гушопр, Грені, Гільмекур, Ентравіль, Панлі, Сен-Мартен-ан-Кампань, Сен-Кантен-о-Боск, Токвіль-сюр-Е i Турвіль-ла-Шапель. Адміністративним центром муніципалітету є Сен-Мартен-ан-Кампань. Населення — 9625 осіб (01.01.2021).